# Pierre Milza
Pierre Milza, né le 16 avril 1932 à Paris et mort le 28 février 2018 à Saint-Malo, est un historien français. Il a été professeur d'histoire contemporaine à l’Institut d'études politiques de Paris.
Ses nombreux travaux se concentrent principalement sur l'histoire de l'Italie, l'histoire de l'immigration italienne en France et l'histoire du fascisme, dont il est l'un des spécialistes reconnus.
Pierre Milza est notamment l'auteur de Voyage en Ritalie, Mussolini (prix Guizot-Calvados, grand prix d’histoire de la Société des gens de lettres, grand prix du Collège de France, prix Paul-Michel Perret de l’Académie des sciences morales et politiques), Napoléon III (prix des Ambassadeurs, prix de la biographie du Point), Histoire de l’Italie des origines à nos jours (prix Joseph-du-Teil 2006 de l’Académie des sciences morales et politiques) et Garibaldi.

## Biographie

### Origines familiales
Le père de Pierre, Pietro Milza, est un immigré italien originaire de la ville de Bardi, près de Parme en Italie. Instruit et parlant le français, Pietro s'installe à Nice en 1927. Il y trouve un emploi comme maître d'hôtel dans un palace, le Westminster, avant d'épouser une Française, ouvrière dans un atelier de fabrication de carton. Pietro Milza meurt prématurément durant la guerre, en 1943, et confie la garde de son enfant à la grand-mère française de ce dernier. Pierre Milza grandit ensuite près du square du Temple à Paris.
Pierre Milza est le père de deux enfants : l'aîné, Olivier Milza, est également historien, et le cadet, Stéphane Milza, agent immobilier à Saint-Malo.
Dans les années 1980, il s'installe à Miniac-Morvan, près de Saint-Malo.

### Jeunesse et études
Pierre Milza est reçu premier à l'agrégation d'histoire (1964).
Il est docteur ès lettres en 1977.

### Parcours professionnel
Après avoir envisagé un temps d'enseigner l'EPS, Pierre Milza devient instituteur d'école d'application en 1953. Il est nommé dans une école primaire du 16e arrondissement de Paris. Il fréquente également l’École normale d'instituteurs de la Seine à cette époque, où il rencontre Serge Berstein, qui devient son meilleur ami.
En 1961, Pierre Milza devient professeur de collège. Reçu à l'agrégation, il est nommé en 1964 professeur agrégé d'histoire au lycée Michelet de Vanves. Il quitte ce poste en 1966 lorsqu'il devient attaché de recherches au CNRS.
En 1968, il est nommé assistant, puis maître assistant à l'Institut d'études politiques de Paris. Il conserve ce grade jusqu'en 1977. Devenu un spécialiste de l’Italie contemporaine et plus précisément du fascisme, accède en 1978 au grade professeur, puis en 2000 à l'éméritat, au sein de Sciences Po.
En 1984, il fonde le Centre d’histoire de l’Europe au XXe siècle (CHEVS) à la Fondation nationale des sciences politiques. Jusqu'en 2000, année où Jean-François Sirinelli lui succède, il en est directeur. Il a aussi enseigné une année à l'Institut universitaire de hautes études internationales (IUHEI) de l'université de Genève.
Il a dirigé la Revue d'histoire moderne et contemporaine. Il a aussi présidé jusqu'en 1982 le Comité franco-italien d’études historiques et le centre d'études et de documentation sur l'émigration italienne (CEDEI).
Il était membre du conseil scientifique de l'Institut François-Mitterrand.

### Mort et hommages
Pierre Milza meurt à Saint-Malo le 28 février 2018. Sergio Romano lui rend hommage dans le Corriere della Sera, journal auquel Pierre Milza avait collaboré. D'autres personnalités, dont le ministre de l'Éducation nationale Jean-Michel Blanquer, saluent également la mémoire de ce spécialiste de l'Italie et du fascisme.

## Travaux
Pierre Milza est l’auteur de nombreux ouvrages sur l’histoire de l’Italie, du fascisme, des relations internationales et de la France aux XIXe et XXe siècles, dont il est considéré comme l'un des plus grands spécialistes. Il est également un spécialiste de l'histoire de l'immigration italienne en France et des questions d'intégration.
Il est aussi l’auteur de manuels de la collection « Initial » chez Hatier, en collaboration avec Serge Berstein. Considérés par de nombreux professeurs de Sciences Po et de prépa comme des manuels de référence alliant rigueur, synthèse et exhaustivité, ces ouvrages appelés couramment par le surnom « les Berstein-Milza » sont encore de nos jours[Quand ?] recommandés aux élèves souhaitant présenter les différents concours des IEP. Avec Serge Berstein, il a également dirigé les collections « Nations d'Europe » chez Hatier, et « Questions au XXe siècle », chez Complexe.
Pierre Milza a aussi consacré une partie de ses travaux d'historien à la rédaction de biographies sur des personnages politiques ou autres qui l'avaient marqué. Il est ainsi l'auteur de biographies sur Mussolini, Voltaire, Garibaldi, Pie XII ou encore Napoléon III.

## Prises de positions
Il a été « compagnon de route » du Parti communiste français dans les années 1950, avant d'adhérer au Parti socialiste.
Il est, en 2005, l'un des signataires de la pétition Liberté pour l'histoire.

## Publications
- L’Italie fasciste devant l’opinion française, 1920-1940, Paris, Armand Colin, « Kiosque », 1967 (réédition Bruxelles, Complexe, 1987).
- En collaboration avec Serge Berstein, L’Italie fasciste, Paris, Armand Colin, 1970.
- En collaboration avec Serge Berstein, Histoire de la France au XXe siècle (série en 5 tomes), Bruxelles, Éditions Complexe.
- En collaboration avec Serge Berstein, L’Italie contemporaine. Des nationalistes aux Européens, Paris, Armand Colin, 1973.
- En collaboration avec Marianne Benteli, Le Fascisme au XXe siècle, Paris, Richelieu-Bordas, 1973.
- En collaboration avec Serge Berstein, Le Fascisme italien, 1919-1945, Paris, Le Seuil, 1980.
- Français et Italiens à la fin du XIXe siècle, Rome, École française de Rome, 2 volumes, 1981.
- Le Nouveau Désordre mondial, Paris, Flammarion, 1983.
- Les Fascismes, Paris, Imprimerie Nationale, 1985.
- Fascisme français, passé et présent, Flammarion, 1987[12]
- En collaboration avec Marianne Amar, L’Immigration en France au XXe siècle, Paris, Armand Colin, 1990.
- En collaboration avec Serge Berstein, L’Allemagne 1870-1991, Paris : Masson, 1992 ; coll. « Un siècle d'histoire »
- Voyage en Ritalie[13], Paris, Plon, 1993.
- En collaboration avec Marie-Claude Blanc-Chaléard, Le Nogent des Italiens, Paris, Autrement, 1995.
- Les Relations internationales de 1918 à 1939, Paris, Armand Colin, coll. « Cursus », 1995.
- En codirection avec Antoine Marès, Le Paris des étrangers depuis 1945, Paris, Publications de la Sorbonne, 1995.
- Les Relations internationales :
  - Tome I. De 1945 à 1973, Paris, Hachette, 1996.
  - Tome II. De 1973 à nos jours, Paris, Hachette, 1997.
- Sources de la France au XXe siècle, Paris, Larousse, 1997.
- En collaboration avec Serge Berstein, Axes et méthodes de l’histoire politique, Paris, PUF, 1998.
- En collaboration avec Serge Berstein, L’Allemagne de 1870 à nos jours, Armand Colin, Paris, 1999 (dernière édition).
- Mussolini, Paris, Fayard, 1999, 985 p. - prix Guizot-Calvados, grand prix d’histoire de la Société des gens de lettres, grand prix du Collège de France, prix Paul-Michel Perret de l’Académie des sciences morales et politiques 2000.
- Verdi et son temps, Paris, Perrin, 2001, 308 p. - 25e prix Fondation Pierre-Lafue 2001.
- En collaboration avec Serge Berstein, Histoire de l’Europe contemporaine, Hatier, Paris, 2002.
- L'Europe en chemise noire, 2002 [détail des éditions].
- Napoléon III, Paris, Éditions Perrin, 2004, 706 p. (ISBN 2-262-01635-6, présentation en ligne), [présentation en ligne]. (prix des Ambassadeurs, prix de la biographie du Point) Réédition : Napoléon III, Paris, Éditions Perrin, coll. « Tempus » (no 159), 2007, 852 p., poche (ISBN 978-2-262-02607-3).
- Histoire de l’Italie des origines à nos jours, Paris, Fayard, 2005. [détail des éditions] - prix Joseph du Teil de l’Académie des sciences morales et politiques
- Voltaire, Paris, Perrin, 2007.
- L'Année terrible :
  - Tome 1, La Guerre franco-prussienne, septembre 1870 - mars 1871, Paris, Perrin, 2009.
  - Tome 2, La Commune, Paris, Perrin, 2010.
- Les Relations internationales de 1871 à 1914, Paris, Armand Colin, coll. « Cursus », 2009.
- Les Derniers Jours de Mussolini, Paris, Fayard, 2010, 290 p.
- En collaboration avec Serge Berstein, Dictionnaire historique des fascismes et du nazisme, Bruxelles, André Versaille, 2010, 782 p.
- Garibaldi[14], Paris, Fayard, 2012, 628 p.
- Conversations Hitler-Mussolini[15], Paris, Fayard, 2013, 408 p.
- Pie XII, Paris, Fayard, 2014, 480 p.

## Distinctions
- Commandeur de la Légion d'honneur en 2013 [16] (officier en 2000)
- Commandeur de l'ordre national du Mérite en 2008
- Chevalier de l'ordre des Arts et des Lettres
- Grand officier de l'ordre du Mérite de la République italienne‎ en 1994[17],[18]
- 2012 : prix Italiques[19]